# 스타크 해서웨이
스타크 해서웨이(Starke R. Hathaway, 1903년 8월 22일 - 1984년 7월 4일)는 미국 심리학자로서 MMPI (Minnesota Multiphasic Personality Inventory)로 알려진 심리 평가를 존 맥킨리(John Charnley McKinley) 의학박사와 공동 저술한 인물이다. 그는 미네소타 대학 심리학과의 오랫동안 교수로 재직했었다.

## 같이 보기
- 지능 검사
- 데이비드 웩슬러
- 토마스 아헨바흐